# Kasteel Morel de Westgaver (Heusden)

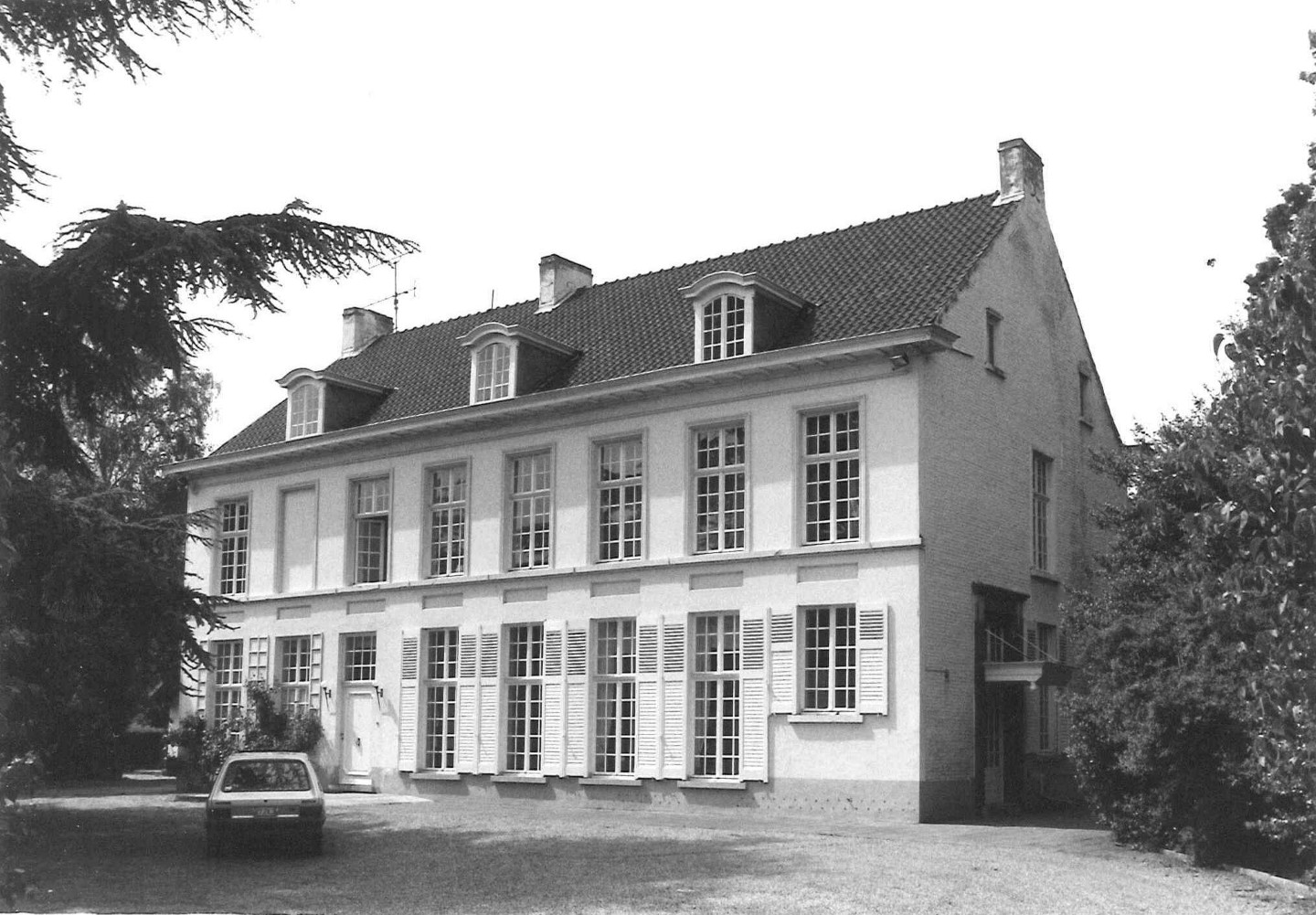
Kasteel Morel de Westgaver

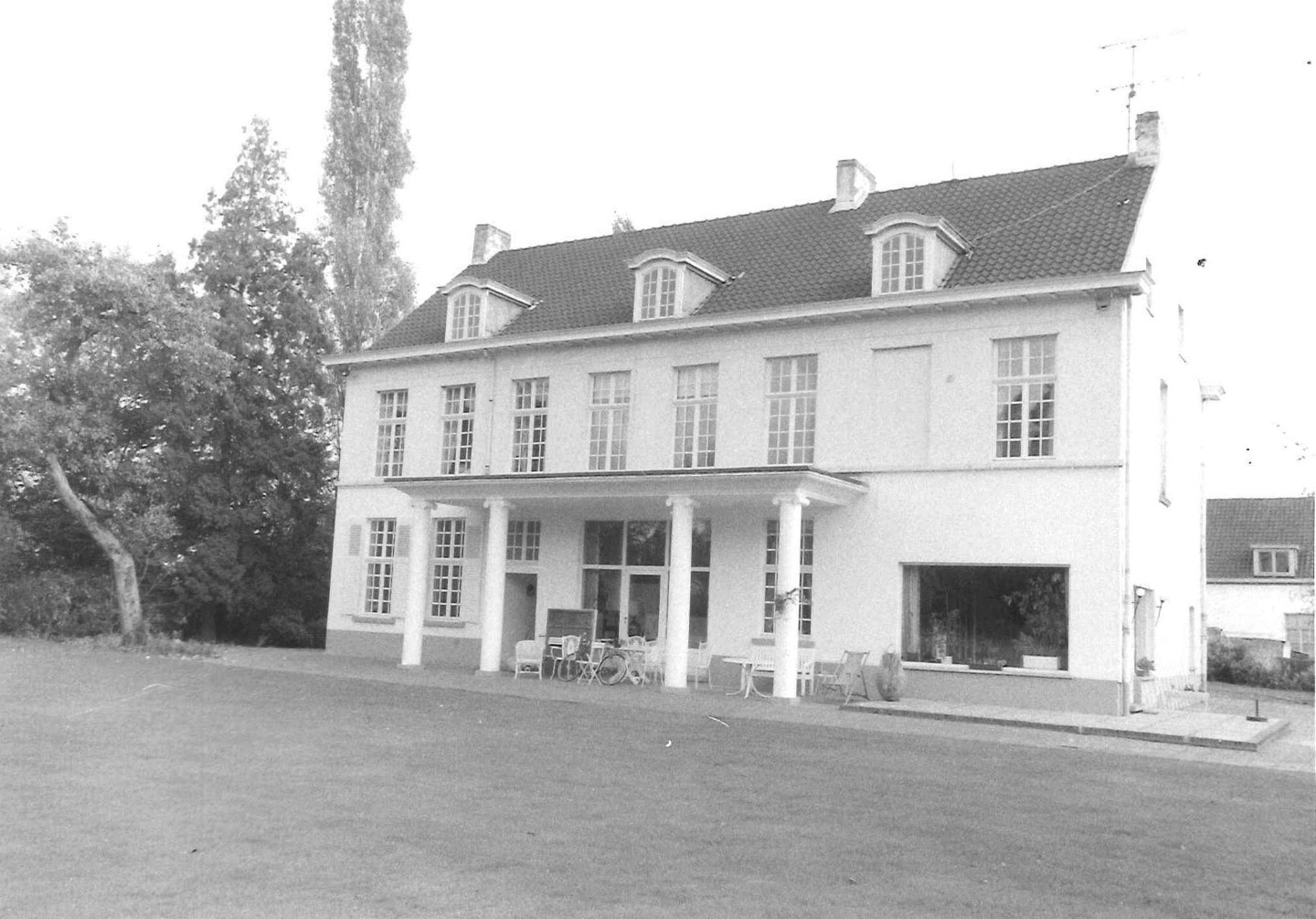
Achtergevel

Het Kasteel Morel de Westgaver is een kasteel in de tot de Oost-Vlaamse gemeente Destelbergen gelegen plaats Heusden, gelegen aan Krekelstraat 12.
Het kasteel is vermoedelijk in de 2e helft van de 18e eeuw gebouwd. Het is een statig herenhuis van twee verdiepingen onder zadeldak, met classicistische stijlelementen. De achtergevel bezit een portiek op zuilen.